# Репушниця
Репушниця (хорв. Repušnica) — населений пункт у Хорватії, в Сисацько-Мославинській жупанії у складі міста Кутина.

## Населення
Населення за даними перепису 2011 року становило 1 838 осіб.
Динаміка чисельності населення поселення:

## Клімат
Середня річна температура становить 11,34 °C, середня максимальна – 25,74 °C, а середня мінімальна – -5,21 °C. Середня річна кількість опадів – 899 мм.
| Клімат поселення                              | Клімат поселення | Клімат поселення | Клімат поселення | Клімат поселення | Клімат поселення | Клімат поселення | Клімат поселення | Клімат поселення | Клімат поселення | Клімат поселення | Клімат поселення | Клімат поселення | Клімат поселення |
| Показник                                      | Січ.             | Лют.             | Бер.             | Квіт.            | Трав.            | Черв.            | Лип.             | Серп.            | Вер.             | Жовт.            | Лист.            | Груд.            |                  |
| Середній максимум, °C                         | 6,93             | 8,77             | 13,05            | 17,67            | 22,60            | 25,74            | 24,93            | 24,20            | 20,42            | 15,40            | 9,80             | 5,80             |                  |
| Середня температура, °C                       | 0,86             | 2,70             | 6,99             | 11,58            | 16,53            | 19,68            | 21,13            | 20,40            | 16,61            | 11,60            | 6,01             | 2,01             |                  |
| Середній мінімум, °C                          | −5,21            | −3,36            | 0,92             | 5,52             | 10,47            | 13,60            | 17,32            | 16,60            | 12,82            | 7,80             | 2,21             | −1,82            |                  |
| Норма опадів, мм                              | 55               | 52               | 60               | 74               | 82               | 93               | 82               | 84               | 78               | 82               | 88               | 69               |                  |
| Середньомісячна швидкість вітру, м/с          | 1.80             | 2.01             | 2.40             | 2.30             | 2.10             | 1.91             | 1.90             | 1.70             | 1.71             | 1.80             | 1.81             | 1.82             |                  |
| Середньомісячна сонячна радіація, кДж/м²·день | 4226             | 7017             | 10849            | 15242            | 19444            | 21608            | 22554            | 19836            | 14666            | 8993             | 4732             | 3459             |                  |
| --------------------------------------------- | ---------------- | ---------------- | ---------------- | ---------------- | ---------------- | ---------------- | ---------------- | ---------------- | ---------------- | ---------------- | ---------------- | ---------------- | ---------------- |
| Джерело:                                      |                  |                  |                  |                  |                  |                  |                  |                  |                  |                  |                  |                  |                  |